# Andries Ulderink
Andries Ulderink (Zwolle, 30 luglio 1969) è un allenatore di calcio e dirigente sportivo olandese, tecnico in seconda del Bayer Leverkusen.